# تال-کوسکاروو
تال-کوسکاروو (به لاتین: Tal-Kuskarovo) یک منطقهٔ مسکونی در روسیه است که در باشقیرستان واقع شده‌است.